# Torcy (Saône-et-Loire)
Torcy is een gemeente in het Franse departement Saône-et-Loire (regio Bourgogne-Franche-Comté). De plaats maakt deel uit van het arrondissement Autun. Torcy telde op 1 januari 2022 2.805 inwoners.

## Geografie
De oppervlakte van Torcy bedroeg op 1 januari 2022 19,62 vierkante kilometer; de bevolkingsdichtheid was toen 143 inwoners per km².

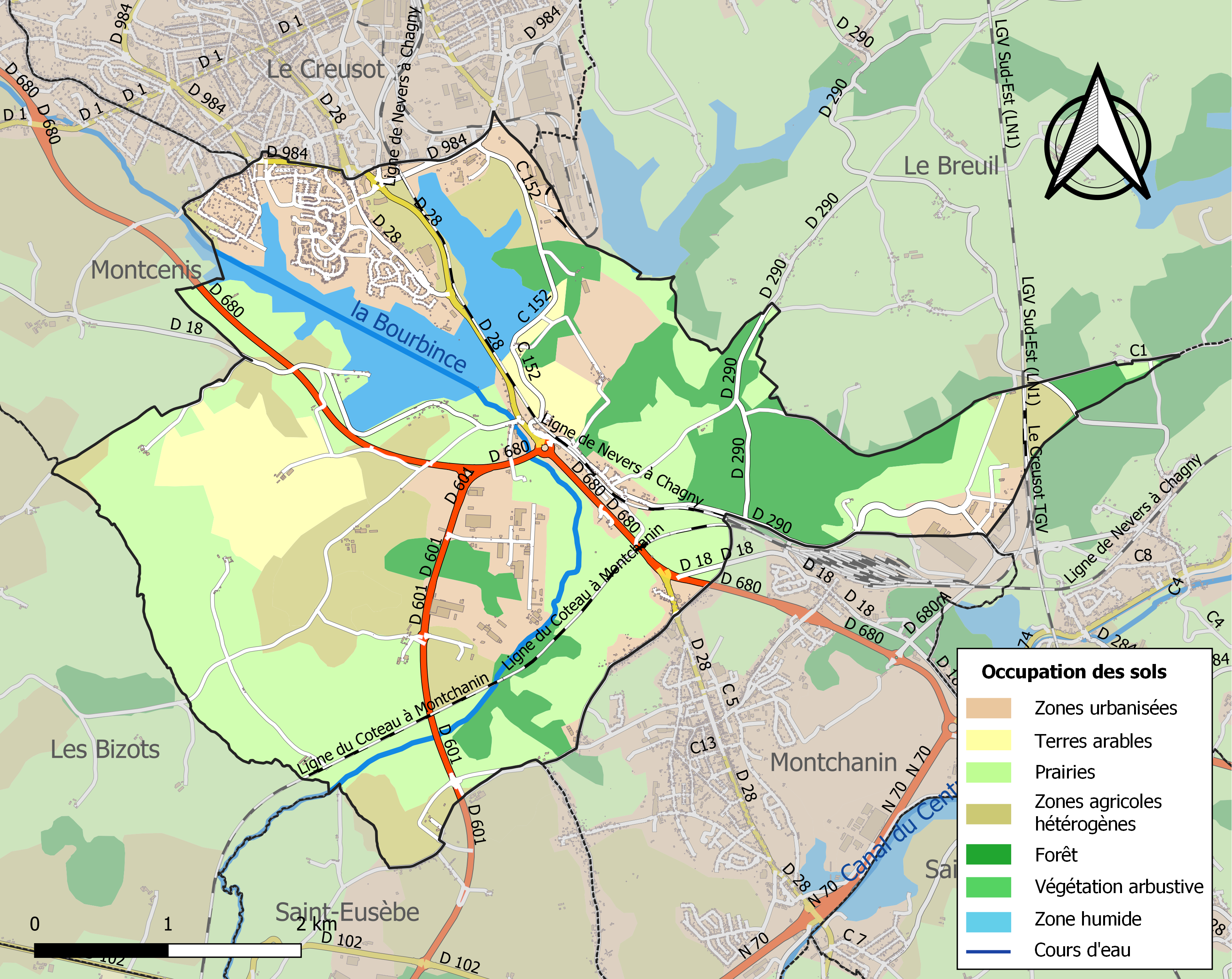
Kaart van de gemeente met de belangrijkste infrastructuur, bodemgebruik en omliggende gemeenten

## Demografie
Onderstaande figuur toont het verloop van het inwonertal (bron: INSEE-tellingen).